# Diakonissenkrankenhaus Leipzig
Das Ev. Diakonissenkrankenhaus Leipzig im Leipziger Stadtteil Lindenau ist ein Krankenhaus der Regelversorgung, das zum Diakonie-Verbund Agaplesion Mitteldeutschland gehört, an dem auch Agaplesion beteiligt ist.
Es ist akademisches Lehrkrankenhaus der Universität Leipzig. Das vor über einhundert Jahren erbaute Diakonissenmutterhaus steht unter Denkmalschutz. Das Krankenhaus verfügt über 272 Betten.

## Geschichte

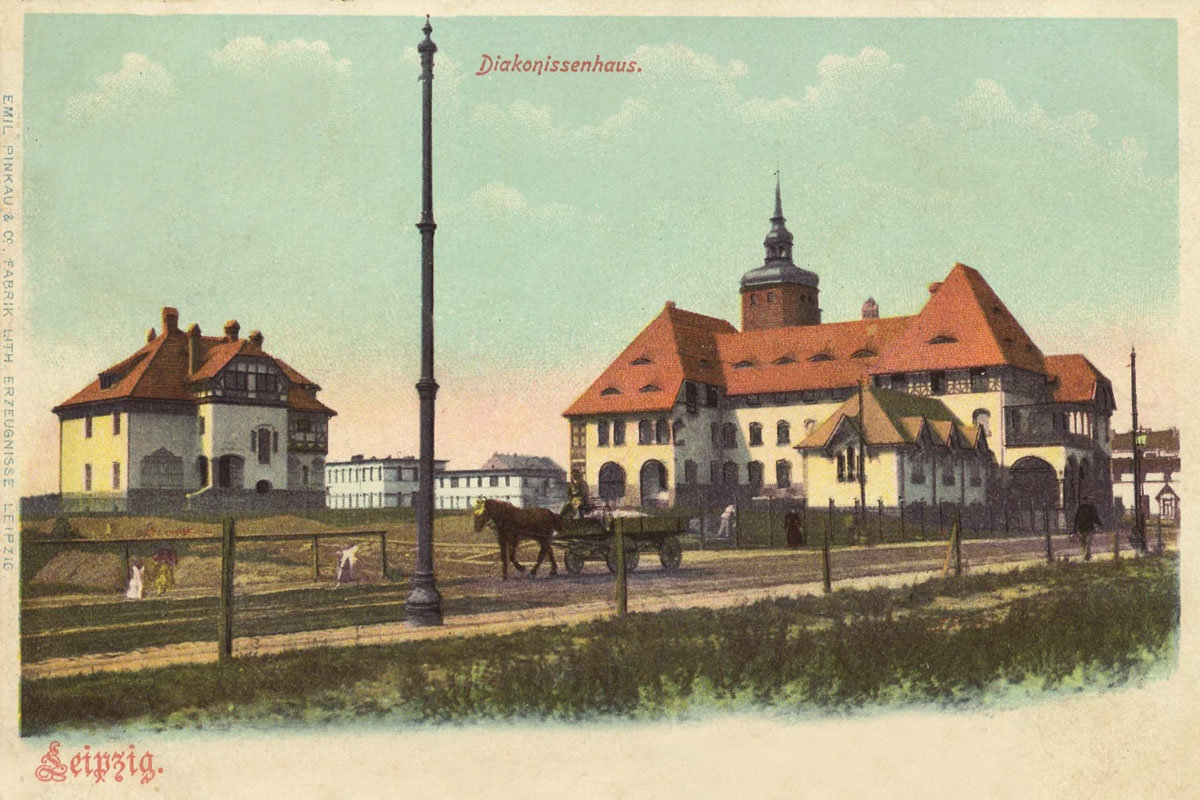
Diakonissenhaus um 1900

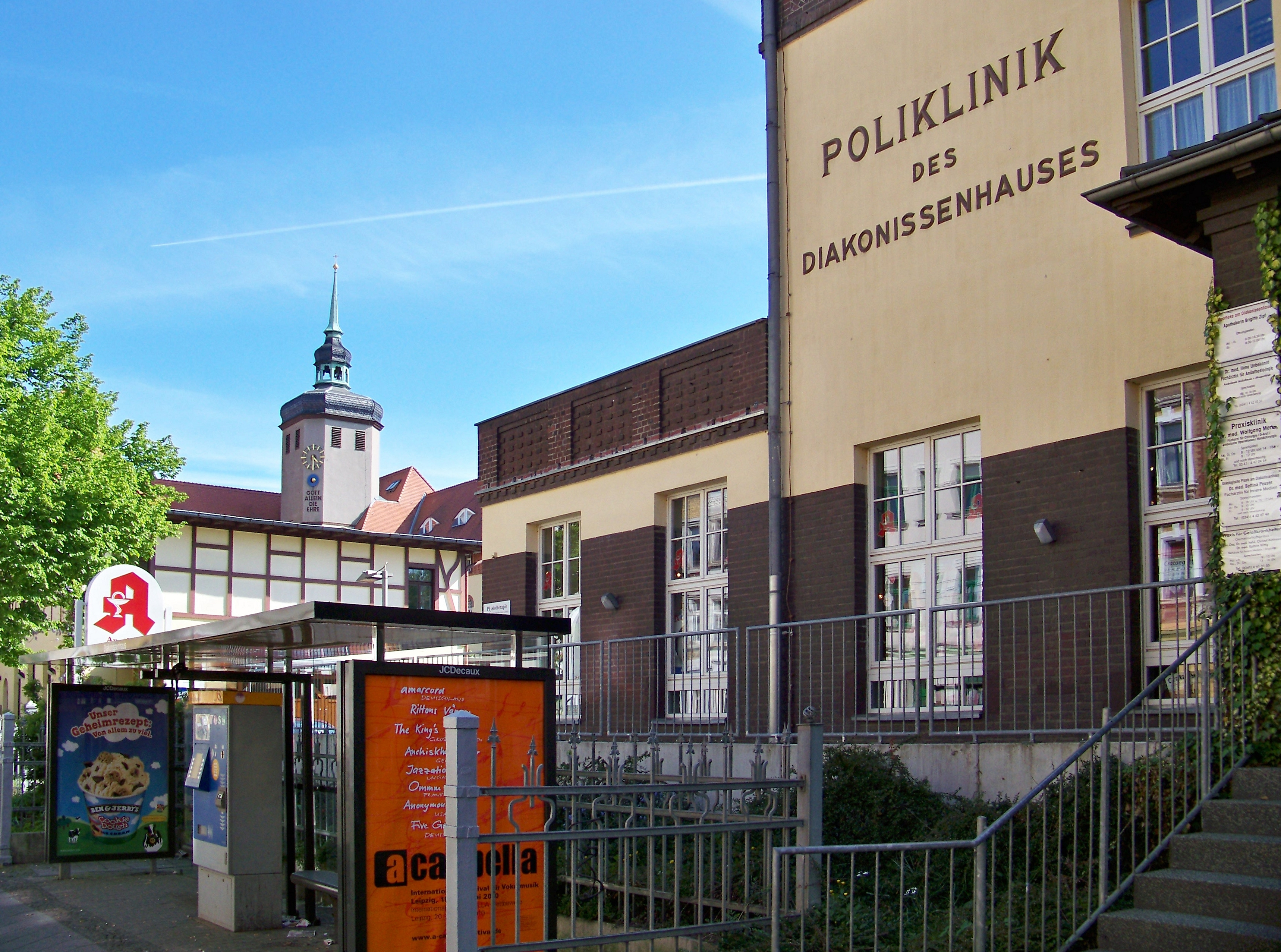
Ehemaliges Poliklinik-Gebäude, dahinter Turmaufbau des Mutterhauses

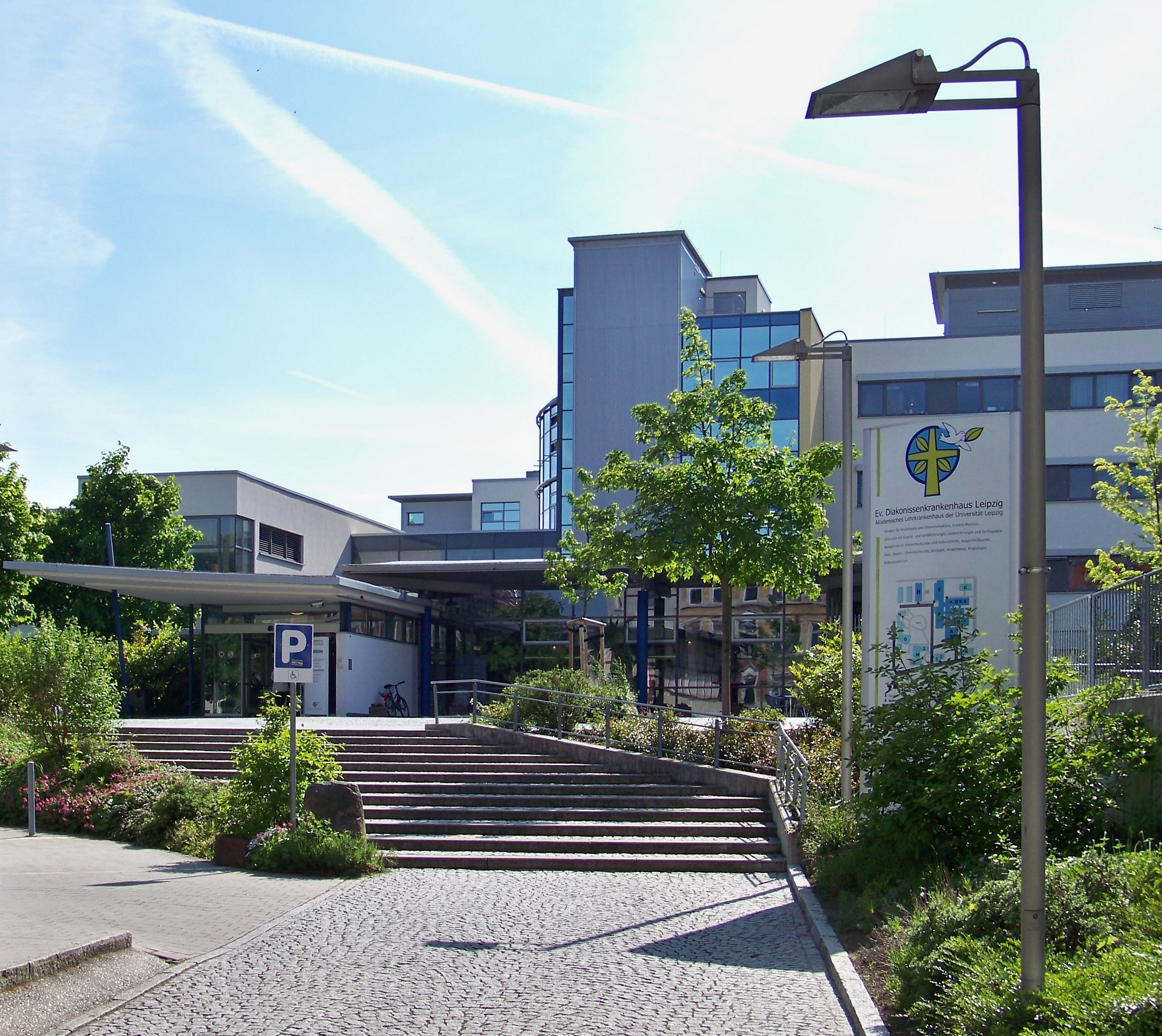
Haupteingang (2010)

Die Anfänge des Diakonissenkrankenhauses Leipzig gehen auf das Jahr 1891 zurück, als auf Initiative des Superintendenten der Thomaskirche Oskar Pank mit der praktischen Krankenpflegeausbildung im „Städtischen Hospital St. Jacob“ begonnen wurde. Als offizielles Gründungsjahr gilt das Jahr 1900, in dem das Diakonissenmutterhaus eingeweiht und das Krankenhaus eröffnet wurde. Erster Chefarzt der Chirurgie war Heinrich Braun. Mit Beginn des Ersten Weltkrieges wurde das Haus als Lazarett bereitgestellt.
Im Jahr 1925 erhielt die Krankenpflegeschule die Staatliche Anerkennung, 1928 wurde ein Poliklinik-Gebäude eingeweiht. Zu Beginn des Zweiten Weltkrieges wurde das Krankenhaus als Reservelazarett übergeben und 1945 erfolgte die Wiederaufnahme des regulären Krankenhausbetriebes. Im Jahr 1954 wurde ein Operations- und Röntgengebäude eingeweiht.
Nach der Wende wurde das Haus 1995 in die Trägerschaft der Ev. Diakonissenkrankenhaus Leipzig gGmbH mit dem Ev.-Luth. Diakonissenhaus Leipzig e.V. als alleinigem Gesellschafter überführt. 1996 wurde die Poliklinik geschlossen, in deren Gebäude ab 1997 Praxisniederlassungen eingerichtet wurden. 1998 erfolgte die Neueröffnung der Notaufnahme. 
Im Jahr 2000, in dem das 100-jährige Bestehen des Diakonissenkrankenhauses gefeiert wurde, erfolgte die Zusammenlegung mit dem Krankenhaus Bethanien Leipzig, erste Belegklinik Sachsens. Gesellschafter sind seitdem der Ev.-Luth. Diakonissenhaus Leipzig e.V., die Diakoniekliniken Leipzig gGmbH und die Bethanien Krankenhaus Chemnitz gGmbh. 
2004 wurde der Neubau des Krankenhauses eingeweiht, der auch einen Andachtsraum (Glasgestaltung: Matthias Klemm) enthält.
Das Haus erhielt 2004 die Zertifizierung nach KTQ mit zusätzlicher Zertifizierung proCum Cert für kirchlich getragene Einrichtungen. 
Im August 2008 wurde die Ev. Diakonissenkrankenhaus Leipzig gGmbH als Tochtergesellschaft in die neu gegründete edia.con gGmbH eingebracht.

## Struktur
Das Diakonissenkrankenhaus ist gegliedert in Kliniken für Unfallchirurgie und Orthopädie, für Allgemein- und Viszeralchirurgie, für Gefäßchirurgie, für Angiologie, für Pneumologie und Kardiologie, für Gastroenterologie und Onkologie und eine Klinik für Anästhesiologie, Intensiv- und Schmerztherapie sowie die Notaufnahme, die dem zentralen Rettungsdienst der Stadt Leipzig angeschlossen ist. Die Abteilung Viszeralchirurgie ist als Darmzentrum zertifiziert. 
Außerdem gibt es mehrere Belegabteilungen (Gynäkologie, Hals-Nasen-Ohren-Heilkunde, Augenheilkunde, Urologie, Angiologie und Anästhesie) und Konsiliarärzte. Im Gebäude des Hauses befindet sich eine Gemeinschaftspraxis für Radiologie mit einer Mammographie-Screeningeinheit. Im Haus arbeiten Grüne Damen. 
Angeschlossen an das Diakonissenkrankenhaus sind das Betreute Seniorenwohnheim im Diakonissenhaus, das Altenpflegeheim am Diakonissenhaus, die Kurzzeitpflegestation am Diakonissenhaus und das Altenpflegeheim Bethanien in Leipzig-Plagwitz.